# 亢德芝
亢德芝（1978年10月—），湖北枣阳人，汉族，九三学社社员。中华人民共和国政治人物、第十三届全国人民代表大会湖北省代表。

## 生平
2018年，亢德芝被选为湖北省出席第十三届全国人民代表大会代表。